# Irány Rhode Island (Family Guy)
Az Irány Rhode Island (angolul Road to Rhode Island, további ismert magyar címe: Úton Rhode Island felé) a Family Guy második évadjának a tizenharmadik része. Összességében ez a huszadik rész. Az epizódot először az amerikai FOX csatorna mutatott be 1999. május 30-án, több mint egy hónappal a tizenkettedik epizód után. Magyarországon a Comedy Central mutatta be 2008. november 13-án.
Ezt a részt Emmy-díjra jelölték 2000-ben.
|  | Alább a cselekmény részletei következnek! |

## Cselekmény
Az epizód egy hét évvel korábban történt eseménnyel kezdődik, amelyből kiderül, hogy Brian egy kutyafarmon született és elvették az anyjától. A történet a jelenben folytatódik, ahol kiderül, hogy a történetet Brian meséli el a pszichológusának. Ezek után Brian önként jelentkezik, hogy elmegy kaliforniai Palm Springsbe, hogy hazahozza Stewie-t a nagyszülei nyaralójából, aki ott tölti a vakációját. Stewie közben lopás gyanújába keveri a házban szolgáló alkalmazottat. Hazafelé menet a reptéri bárban Brian teljesen részegre issza magát, de amíg Stewie érte megy, ellopják a repülőjegyeket. Egy lepukkadt motelben szállnak meg, ahol Stewie megpróbál hazatelefonálni, de nem tudja a telefonszámukat. Az éjszaka közepén Stewie nem tud aludni, mert egy banda találkozó van a szomszédos szobában. Dühében Stewie átkiabál, hogy „be van drótozva”, így a bandatagok lelövik egymást. Másnap reggel menekülniük kell, mert a hitelkártyájuk érvénytelen volt, így hát elkötnek egy autót. Hogy hazajussanak, mezőgazdasági repülőgép pilótának adják ki magukat, de az ellopott gépet azonnal összetörik. A pár stoppal próbál hazajutni Quahog-ba, amikor is a texasi Austin mellett haladnak el, ahol Brian született. A kutyafarmara érve kiderül, hogy Brian anyja egy évvel ezelőtt meghalt, de a kutyát kitömték, és most asztalként funkciónál. Stewie vonakodva bár, de segít ellopni és tisztességesen eltemetni a kitömött kutyát. A temetésen Brian anyját magasztalva Stewie a bibliai Abrahám és Izsák történetét meséli el egyedi megközelítésben. A pár végül is egy nyitott vasúti teherkocsiban utazik haza, ahol útközben egy musical duettet adnak elő.
Ezalatt Lois kérleli Petert, hogy nézzenek meg vele egy kapcsolatjavító videót, amelyről kiderül, hogy egy Dr. Amanda Rebecca által bemutatott pornófilm, amelyben levetkőzik, miután megkérte, hogy a pár női tagja hagyja el a szobát. Peter eleinte vonakodik a dologtól, de később a videó függő lesz, Lois bosszúságára. Lois magát veszi fel a videó végére, fekete fehérneműben és elcsábítja Petert. Csókolózás közben Peter állandóan visszatekeri a szalagot, és azt a részt játssza le újra és újra, amikor Lois leveszik a köntösét.
Amikor Stewie és Brian hazatér, Brian nagyon hálás Stewie-nak azért amit tett, és hogy nem árulta el, majd megkérdezi, hogyan tudná viszonozni ezt. Először úgy tűnik, hogy Stewie azt szeretné, hogy ha szolgája lenne, és példaként hoz fel egy részt egy Brady Brunch epizódból, de aztán kiderül, hogy azt szeretné, ha felvenné azt a részt neki.

## Érdekességek
- A Stewie által tárcsázott 867-5309 szám a Tommy Tutone második lemezén megjelent egyik szám címe, amely Jenny telefonszáma.

## Külső hivatkozások
- Irány Rhode Island az Internet Movie Database-ben (angolul)
- Irány Rhode Island a Rotten Tomatoeson (angolul)
- Irány Rhode Island a Box Office Mojón (angolul)